# Liste der Bodendenkmale in Wildau
Die Liste der Bodendenkmale in Wildau enthält alle Bodendenkmale der brandenburgischen Gemeinde Wildau und ihrer Ortsteile. Grundlage ist die Veröffentlichung der Landesdenkmalliste mit dem Stand vom 31. Dezember 2020. Die Baudenkmale sind in der Liste der Baudenkmale in Wildau aufgeführt.
|    | Gemarkung                         | Flur          | Kurzansprache | Bodendenkmalnummer | Bemerkung | Bild |
| -- | --------------------------------- | ------------- | --- | ------------------ | --------- | ---- |
| 1  | Wildau (Lage)                     | 9             | Siedlung römische Kaiserzeit, Rast- und Werkplatz Steinzeit, Siedlung deutsches Mittelalter, Siedlung Bronzezeit, Siedlung Eisenzeit, Siedlung slawisches Mittelalter    | 12660              |           |      |
| 2  | Wildau (Lage)                     | 4, 6, 7       | Dorfkern deutsches Mittelalter, Dorfkern Neuzeit | 12673              |           |      |
| 3  | Wildau (Lage)                     | 12, 9         | Rast- und Werkplatz Mesolithikum, Siedlung Bronzezeit, Siedlung römische Kaiserzeit, Siedlung slawisches Mittelalter, Siedlung Neolithikum                               | 12841              |           |      |
| 4  | Wildau (Lage)                     | 4             | Gräberfeld Bronzezeit | 12842              |           |      |
| 5  | Wildau (Lage)                     | 11            | Grab Neolithikum | 12843              |           |      |
| 6  | Wildau (Lage)                     | 12            | Siedlung slawisches Mittelalter, Siedlung deutsches Mittelalter | 12845              |           |      |
| 7  | Wildau (Lage)                     | 11, 12        | Siedlung Urgeschichte | 12847              |           |      |
| 8  | Wildau (Lage)                     | 9             | Rast- und Werkplatz Mesolithikum | 12848              |           |      |
| 9  | Wildau (Lage)                     | 12            | Siedlung slawisches Mittelalter, Siedlung Bronzezeit, Siedlung Neolithikum                                                                                               | 12849              |           |      |
| 10 | Miersdorf, Wildau (Lage)          | 15, 17, 1, 2  | Siedlung römische Kaiserzeit, Siedlung Bronzezeit | 12840              |           |      |
| 11 | Miersdorf, Wildau, Zeuthen (Lage) | 15, 16, 1, 11 | Siedlung Bronzezeit, Grenzmarkierung deutsches Mittelalter, Grenzmarkierung Neuzeit, Produktionsstätte Neuzeit, Siedlung Urgeschichte, Gräberfeld slawisches Mittelalter | 12452              |           |      |